# Кантуа
Кантуа (лат. Cantua) — род цветковых растений семейства синюховые (Polemoniaceae), из порядка верескоцветных. 
Латинское научное название образовано от перуанского слова  ccantu, у кечуа qantua, qantuta, в Боливии kantuta.
Представители произрастают в центральных районах Южной Америки, часть видов являются эндемиками некоторых южноамериканских стран.
Цветки с относительно широкой трубкой венчика опыляются преимущественно колибри.
Род включает не менее 19 видов:
- Cantua alutacea Infantes
- Cantua bicolor Lem.
- Cantua buxifolia Juss. ex Lam. typus[1] — Кантуа буксолистная
- Cantua candelilla Brand
- Cantua coerulea (Brand) J.M.Porter & L.A.Johnson
- Cantua cordata Juss.
- Cantua cuzcoensis Infantes
- Cantua dendritica J.M.Porter & Prather
- Cantua flexuosa (Ruiz & Pav.) Pers.
- Cantua glutinosa C.Presl
- Cantua hibrida Herrera
- Cantua longifolia Brand
- Cantua mediamnis J.M.Porter & Prather
- Cantua megapotamica Spreng.
- Cantua ovata Cav.
- Cantua pyrifolia Juss. ex Lam.
- Cantua quercifolia Juss. — Кантуа дуболистная[2]
- Cantua tomentosa Cav.
- Cantua volcanica J.M.Porter & Prather